# FK Kauno Žalgiris
FK Kauno Žalgiris is een Litouwse voetbalclub uit Kaunas. Het is de voetbalafdeling van basketbalclub Žalgiris Kaunas.
De club werd in 2004 vanuit een lokale voetbalschool opgericht als Spyris Kaunas. Na zeven seizoenen op het derde niveau kwam de club in 2013 in de 1 Lyga en in 2015 debuteerde Spyris op het hoogste niveau, de A Lyga. In 2016 fuseerde de club met Žalgiris Kaunas en nam de huidige naam aan. In 2016 eindigde de fusieclub als laatste en degradeerde. Vlak voor aanvang van de competitie 2017 trok FK Šilas zich terug en mocht Kauno Žalgiris toch op het hoogste niveau blijven.

## Historische namen
- 2005 – FM Spyris Kaunas
- 2010 – Aisčiai Kaunas
- 2011 – FK Spyris Kaunas
- 2016 – FK Kauno Žalgiris

## Seizoen na seizoen

### FK Spyris (2013–2015)
| Seizoen | Niveau | Liga       | Plaats | Webplaats | Opmerkingen |
| ------- | ------ | ---------- | ------ | --------- | ----------- |
| 2013    | 2.     | Pirma lyga | 5.     | [ 2 ]     |             |
| 2014    | 2.     | Pirma lyga | 4.     | [ 3 ]     | promoveerde |
| 2015    | 1.     | A lyga     | 5.     | [ 4 ]     |             |

### FK Kauno Žalgiris (2016–)
| Seizoen | Niveau | Liga   | Plaats | Webplaats | Opmerkingen |
| ------- | ------ | ------ | ------ | --------- | ----------- |
| 2016    | 1.     | A lyga | 8.     | [ 5 ]     |             |
| 2017    | 1.     | A lyga | 8.     | [ 6 ]     |             |
| 2018    | 1.     | A lyga | 5.     | [ 7 ]     |             |
| 2019    | 1.     | A lyga | 4.     | [ 8 ]     |             |
| 2020    | 1.     | A lyga | 3.     | [ 9 ]     |             |
| 2021    | 1.     | A lyga | 3.     | [ 10 ]    |             |
| 2022    | 1.     | A lyga | 2.     | @         |             |
| 2023    | 1.     | A lyga | 4.     | @         |             |
| 2024    | 1.     | A lyga | 3.     | @         |             |
| 2025    | 1.     | A lyga | .      | @         |             |

## In Europa
#Q = #kwalificatieronde, T/U = Thuis/Uit, W = Wedstrijd, PUC = punten UEFA coëfficiënten .
Uitslagen vanuit gezichtspunt FK Kauno Žalgiris
| Seizoen                                                    | Competitie        | Ronde | Land               | Club              | Totaalscore | 1e W    | 2e W    | PUC |
| ---------------------------------------------------------- | ----------------- | ----- | ------------------ | ----------------- | ----------- | ------- | ------- | --- |
| 2019/20                                                    | Europa League     | 1Q    | Vlag van Cyprus    | Apollon Limassol  | 0-6         | 0-2 (T) | 0-4 (U) | 0.0 |
| 2020/21                                                    | Europa League     | 1Q    | Vlag van Noorwegen | FK Bodø/Glimt     | 1-6         | 1-6 (U) |         | 0.5 |
| 2021/22                                                    | Conference League | 1Q    | Vlag van Gibraltar | Europa FC         | 2-0         | 0-0 (U) | 2-0 (T) | 1.5 |
|                                                            |                   | 2Q    | Vlag van Wales     | The New Saints FC | 1-10        | 0-5 (T) | 1-5 (U) | 1.5 |
| 2022/23                                                    | Conference League | 1Q    | Vlag van Slowakije | MFK Ružomberok    | 0-2         | 0-2 (U) | 0-0 (T) | 0.5 |
| 2023/24                                                    | Conference League | 2Q    | Vlag van Polen     | Lech Poznań       | 2-5         | 1-3 (U) | 1-2 (T) | 0.0 |
| 2025/26                                                    | Conference League | 1Q    | Vlag van Wales     | Pen-y-Bont FC     | 4-1         | 3-0 (T) | 1-1 (U) | 3.0 |
|                                                            |                   | 2Q    | Vlag van IJsland   | Valur Reykjavík   | 3-2         | 1-1 (T) | 2-1 (U) | 3.0 |
|                                                            |                   | 3Q    | Vlag van Bulgarije | FK Arda Kardzjali | 0-3         | 0-1 (T) | 0-2 (U) | 3.0 |
| Totaal aantal behaalde punten voor UEFA coëfficiënten: 5.5 |                   |       |                    |                   |             |         |         |     |

Zie ook
- Deelnemers UEFA-toernooien Litouwen
- Ranglijst van alle clubs die in de diverse Europa Cups zijn uitgekomen

## Bekende (ex-)spelers
- Steven Thicot (2020–2021);
- Dominykas Galkevičius (2019);